# Asura peloa
Asura peloa är en fjärilsart som beskrevs av Swinhoe 1904. Asura peloa ingår i släktet Asura och familjen björnspinnare. Inga underarter finns listade i Catalogue of Life.